# Banksetosa
Banksetosa Chickering, 1946 è un genere di ragni appartenente alla famiglia Salticidae.

## Etimologia
Il genere è stato denominato così in onore dell'entomologo ed aracnologo Nathan Banks (1868-1953), fuso con l'aggettivo latino setosus, -a, -um, ad indicarne la sericità della sua tela.

## Distribuzione
Le due specie note di questo genere sono diffuse a Panama.

## Tassonomia
A maggio 2010, si compone di due specie:
- Banksetosa dubia Chickering, 1946[2] — Panama
- Banksetosa notata Chickering, 1946 — Panama